# Речкеман, Аркадий Исакович
Аркадий Исакович Речкеман (28 февраля 1936, Могилёв-Подольский, Винницкая область, Украинская ССР — 9 августа 2013, Кёльн, Германия) — советский и украинский тренер по тяжелой атлетике, заслуженный тренер СССР.

## Биография
В 1959 г. окончил Львовский государственный институт физической культуры. Мастер спорта СССР по тяжелой атлетике (1961). Заслуженный тренер УССР (1974), заслуженный тренер СССР (1976). Арбитр международной категории (1992).
Подготовил большое количество мастеров спорта и мастеров спорта международного класса по тяжелой атлетике, в том числе олимпийского чемпиона Монреаля (1976) львовянина Петра Короля.
Был награждён почетной грамотой Президиума Верховного Совета УССР (1976). Последние годы проживал в немецком Кёльне, где и был похоронен.